# 39.ª Calle Suroeste
La 39.ª Calle Suroeste o Trigésima novena Calle Suroeste es una calle del cuadrante suroeste de Managua, Nicaragua, que recorre zonas mixtas entre barrios residenciales y áreas cercanas al complejo hospitalario del occidente de la ciudad.

## Trazado
Su primer tramo inicia en la 3.ª Avenida Suroeste, dentro del Barrio Hialeah, y continúa hacia el oeste, atravesando la NIC-1 y las 18.ª y 31.ª Avenidas Suroeste, hasta finalizar en las inmediaciones del Hospital General Occidental de Managua.

## Intersecciones principales
- NIC-1 – carretera nacional de importancia regional
- 18.ª Avenida Suroeste – conexión en el barrio El Pilar
- 31.ª Avenida Suroeste – acceso a áreas médicas

## Barrios que atraviesa
- Hialeah
- El Pilar
- La Esperanza

## Coordenadas
12°8′31″N 86°19′12″O / 12.14194, -86.32000